# 6859 Datemasamune
6859 Datemasamune è un asteroide della fascia principale. Scoperto nel 1991, presenta un'orbita caratterizzata da un semiasse maggiore pari a 1,8334608 UA e da un'eccentricità di 0,0137719, inclinata di 23,19847° rispetto all'eclittica.
L'asteroide è dedicato al daimyō Date Masamune.